# Акчишма
Акчишма (баш. Аҡшишмә) — деревня в Стерлибашевском районе Республики Башкортостан Российской Федерации. Входит в состав Халикеевского сельсовета.

## География

### Географическое положение
Расстояние до:
- районного центра (Стерлибашево): 17 км,
- центра сельсовета (Халикеево): 8 км,
- ближайшей ж/д станции (Стерлитамак): 75 км.

## Население
| 2002 | 2009 | 2010 |
| ---- | ---- | ---- |
| 56   | ↘54  | ↘41  |

Национальный состав
Согласно переписи 2002 года, преобладающая национальность — татары (93 %).